# ويليام يونغ
ويليام يونغ (بالإنجليزية: William Young)‏ (4 أغسطس 1892 في المملكة المتحدة - 5 يونيو 1965 في المملكة المتحدة) هو لاعب كرة قدم بريطاني في مركز حراسة المرمى. لعب مع نادي برينتفورد ونادي ساوث شيلدز ‏.